# Мяндусельская волость
Мяндусе́льская во́лость — историческая административно-территориальная единица (волость) в составе Повенецкого уезда Олонецкой губернии  Российской Империи и РСФСР. Упразднена в 1927 году.

Волость состояла из 33 населённых пунктов (на 1905 год). Волостное правление располагалось в селении Мяндусельга.

В настоящее время территория Мяндусельской волости относится к Медвежьегорскому району Карелии.

## География
Самым удалённым от волостного правления поселением было Корбозеро (102 версты).
История
Постановлением ВЦИК и СНК РСФСР от 4 августа 1920 года в населённых карелами местностях Олонецкой и Архангельской губерний была образована Карельская трудовая коммуна и волость вошла в состав Карельской трудовой коммуны. В 1923 году волость вошла в состав образованной Автономной Карельской ССР.
В ходе реформы административно-территориального деления СССР в 1927 году волость была упразднена.

## Состав

### Сельские общества
В состав волости входили следующие сельские общества:
- Покровское общество
- Святнаволоцкое общество
- Линдозерское общество

### Населённые пункты
| Линдозерское общество                            |       |         |       |              |
| Поселение                                        | Семей | Человек | До ВП | Школа        |
| Койкары (Березовый порог) при реке Суне          | 48    | 329     | 59    | Есть         |
| Гонги-ламба (Фокина гора) при ламбе Гонги        | 9     | 51      | 64    | В 5 верстах  |
| Понизовье-Линдозера при реке Суне                | 31    | 158     | 84    | В 1 версте   |
| Линдозерский погост (Верхняя гора) при реке Суне | 27    | 168     | 85    | Есть         |
| Уссуна Линдозера при реке Суне                   | 9     | 44      | 87    | В 2 верстах  |
| Корбозеро при озере Корбозере                    | 12    | 66      | 102   | В 15 верстах |
| Мелосельга при Мело-ламбе                        | 10    | 64      | 102   | В 15 верстах |
| Итого                                            | 146   | 880     |       | 2            |

| Покровское общество                          |       |         |       |              |
| Поселение                                    | Семей | Человек | До ВП | Школа        |
| Мяндусельга при озере Семчезере              | 15    | 105     | 0     | Есть         |
| Карзик-озеро при Карзик-озере                | 37    | 223     | 1     | В 1 версте   |
| Большая сельга при озере Семчезере           | 17    | 104     | 1     | В 1 версте   |
| Остров Семчезеро при озере Семчезере         | 1     | 12      | 3     | В 3 верстах  |
| Погост Семчезеро при озере Семчезере         | 24    | 138     | 10    | Есть         |
| Северный конец Семчезера при озере Семчезере | 13    | 57      | 11    | В 1 версте   |
| Загубье Семчезера при озере Семчезере        | 35    | 216     | 11    | В 1 версте   |
| Рахмозеро при озере Рахмозере                | 2     | 8       | 30    | В 20 верстах |
| Покровское (Кумчезеро) при озере Кумчезере   | 49    | 279     | 15    | Есть         |
| Медвежья гора при колодцах                   | 8     | 57      | 18    | В 10 верстах |
| Плакковара при ламбе Марковой                | 11    | 81      | 27    | В 13 верстах |
| Маркова ламба при ламбе Марковой             | 10    | 62      | 27    | В 13 верстах |
| Остречье при озере Остречье                  | 18    | 117     | 29    | В 12 верстах |
| Саезеро при озере Саезере                    | 12    | 101     | 42    | В 26 верстах |
| Шаровара при колодцах                        | 14    | 91      | 37    | В 10 верстах |
| Чебина при ламбе Гагарьей                    | 19    | 134     | 40    | Есть         |
| Келдовара при колодцах                       | 10    | 76      | 43    | В 3 верстах  |
| Гебовара при колодцах                        | 2     | 3       | 17    | В 17 верстах |
| Итого                                        | 297   | 1864    |       | 4            |

| Святнаволоцкое общество                        |       |         |       |                   |
| Поселение                                      | Семей | Человек | До ВП | Школа             |
| Торос-озеро при озере Торос-озере              | 24    | 120     | 8     | В 8 верстах       |
| Юстозеро при озере Юстозере                    | 46    | 311     | 19    | Есть              |
| Чумой гора при колодцах                        | 5     | 34      | 24    | В 5 верстах       |
| Келдосельга при колодцах                       | 6     | 51      | 26    | В 5 верстах       |
| Семчегора при колодцах                         | 8     | 52      | 29    | В 10 верстах      |
| Северный Конец Святнаволок при озере Пальезере | 44    | 296     | 40    | Есть              |
| Гора-Святнаволок при озере Пальезере           | 29    | 217     | 40,5  | В 0,5 версты      |
| Южный Конец Святнаволока при озере Пальезере   | 39    | 262     | 41    | В смежном селении |
| Итого                                          | 201   | 1343    |       | 2                 |

## Население
На 1890 год численность населения волости составляла 3761 человек.
На 1905 год численность населения составляла 4087 человек. Самое многочисленное — Койкары (Березовый порог) (329 жителей), самое малочисленное — Гебовара (3 жителя).